# Gianluca Manunza
Gianluca Manunza (Roma, 20 febbraio 1972) è un attore italiano, attivo come attore bambino del cinema italiano negli anni settanta e ottanta.

## Biografia
Si diplomò all'istituto di stato per la cinematografia e la televisione Roberto Rossellini. Entrò nel mondo del cinema per caso, grazie ad un'amica di famiglia che si occupava di reperire comparse a richiesta delle produzioni. Dopo alcune apparizioni non accreditate fece un provino per la parte di Armandino nel film La poliziotta della squadra del buon costume, a seguito del quale fu ingaggiato per la spontaneità dimostrata davanti alla macchina da presa.
Nello stesso anno apparve anche in La liceale seduce i professori, diventando una presenza ricorrente nel filone della commedia sexy interpretando la parte del figlio piccolo e furbo, spesso sboccato, con attori quali Lino Banfi ed Enzo Cannavale. Esaurito questo filone apparve in altri quattro film diretti da Pasquale Festa Campanile, Luigi Magni e Marco Risi. 
Abbandonò presto il mondo del cinema e  in età adulta si trasferì in Toscana.

## Filmografia
- La poliziotta della squadra del buon costume, regia di Michele Massimo Tarantini (1979)
- La liceale seduce i professori, regia di Mariano Laurenti (1979)
- La ripetente fa l'occhietto al preside, regia di Mariano Laurenti (1980)
- La settimana bianca, regia di Mariano Laurenti (1980)
- Qua la mano, regia di Pasquale Festa Campanile (1980)
- Pierino contro tutti, regia di Marino Girolami (1981)
- State buoni se potete, regia di Luigi Magni (1983)
- Uno scandalo perbene, regia di Pasquale Festa Campanile (1984)
- Colpo di fulmine, regia di Marco Risi (1985)